# Donisthorpe
Donisthorpe är en ort i Storbritannien.   Den ligger i grevskapet Leicestershire och riksdelen England, i den södra delen av landet, 160 km nordväst om huvudstaden London. Donisthorpe ligger 107 meter över havet och antalet invånare är 4 372.
Terrängen runt Donisthorpe är platt. Runt Donisthorpe är det tätbefolkat, med 343 invånare per kvadratkilometer. Närmaste större samhälle är Swadlincote, 5,7 km norr om Donisthorpe. Trakten runt Donisthorpe består till största delen av jordbruksmark.